# Be Here Now
| 평가 점수                     | 평가 점수 |
| 출처                          | 점수      |
| ----------------------------- | --------- |
| AllMusic                      | [ 1 ]     |
| Chicago Sun-Times             | [ 2 ]     |
| Entertainment Weekly          | B         |
| Los Angeles Times             | [ 4 ]     |
| NME                           | 8/10      |
| Pitchfork                     | 7.9/10    |
| Q                             | [ 7 ]     |
| Rolling Stone                 | [ 8 ]     |
| The Rolling Stone Album Guide | [ 9 ]     |
| Spin                          | 6/10      |

《Be Here Now》는 1997년 8월 21일에 발매된 영국의 록 밴드 오아시스의 세 번째 스튜디오 음반이다. 오아시스의 전작인 《Definitely Maybe》(1994년)와 《(What's the Story) Morning Glory?》(1995년)의 전 세계적인 성공으로 인해 이 음반은 엄청난 기대를 받으며 과대광고되었다.
《Be Here Now》가 영국에서 발매될 당시 오아시스는 인기의 최절정 상태에 있었고, 그로 인해 이 음반은 발매 첫날 35만 장, 발매 첫 주에 69만 6천 장, 발매 두 주 만에 100만 장 이상이 팔리며 영국 역사상 단기간에 가장 많이 판매된 음반이 되었다. 《Be Here Now》는 미국 발매 첫 주 만에 15만 2천 장 이상이 팔리며 차트 2위에 올랐고, 전 세계적으로는 8백만 장의 판매고를 기록했다. 《Be Here Now》는 상업적으로 성공했음에도 불구하고, 발매 전 증폭됐던 엄청난 기대에 부응하지는 못했다. 이 음반은 살짝 "애시드한" 기타 이펙트와 함께, 지나친 형식파괴와 과장된 사운드로 비판을 받았다. 이제 와서 돌이켜보건대 그 어떤 음반도 당시의 어마어마했던 기대와 난리법석을 충족시키진 못했을 거라는 점에서, 이 음반이 받았던 혹평은 지나친 감이 있다.
프로듀서인 오웬 모리스(Owen Morris)는 당시 녹음과정에 대해서 "그 때 녹음에 참가한 이들은 모두 돈때문에 일을 했다. 노엘은 리암이 형편없는 보컬이라고 생각했고, 리암은 노엘의 곡을 싫어했다. 계속 그런 식이었다. 엄청난 양의 마약에, 큰 싸움에, 분위기도 나빴고 녹음은 최악이었다"고 평했다. 오아시스의 작곡가인 노엘 갤러거는 스스로 이 음반을 혹평해 왔고, 2006년에 발매된 베스트 앨범 《Stop the Clocks》에는 이 음반의 곡이 단 한 곡도 실리지 않았다.

## 배경
1996년 여름 무렵 오아시스는, 노엘 갤러거의 말에 따르자면, "세계에서 가장 위대한 밴드이며 감히 신보다 더 위대하다고 말할 수 있는" 밴드로 인정받는 분위기였다. 앞서 발표된 두 장의 음반이 엄청난 상업적 성공을 거둠에 따라 언론의 열광적인 관심은 도를 넘어 부풀려져만 갔고, 오아시스는 이제 영국 수상을 만나고, 카리브해 무스틱(Mustique) 섬에 있는 믹 재거의 빌라에서 조니 뎁, 케이트 모스와 함께 휴가를 즐기는 대스타가 되었다. 메인 작곡가인 노엘 갤러거는 무스틱 섬에 있는 동안 3집에 실릴 대부분의 곡들을 작곡했다. 1996년 8월 10일, 11일 양일간 오아시스는 넵워스 하우스(Knebworth House)에서 25만 명의 관중 앞에서 공연을 펼쳤으며, 350만 명 이상이 이 공연의 티켓을 사기 위해 신청했다. 이 공연이 오아시스의 인기의 정점이었고, 언론과 밴드 모두 이를 능가하는 인기는 불가능하다는 것을 알게 됐다.
그러나 밴드의 내부 갈등은 커져만 갔다. 1996년 8월 23일 리암은 런던 로열 페스티벌 홀(Royal Festival Hall)에서 열린 MTV Unplugged 공연에서 목이 아프다는 이유로 노래하기를 거부했다. 4일 후 그는 여자친구인 팻시 켄짓과 집을 사러가야 된다며 미국 투어에 동행하지 않았다. 그는 뉴욕에서 열린 MTV 어워드에는 참석했지만, 공연 도중 맥주와 침을 뱉는 등의 행동으로 관객과 평단을 분노케 했다. 그 다음 날 영국 타블로이드지 《더 썬(The Sun)》은 "지긋지긋한 리암의 침뱉기에 넌덜머리가 난 미국"이라는 머릿기사를 1면에 실었다. 계속되는 싸움 속에서도 리암과 함께한 투어는 노스캐롤라이나주 샬럿까지 이어졌고, 그곳에서 마침내 노엘이 폭발하여 밴드를 떠나버렸다. 그는 나중에 "사실대로 말하자면, 아무튼 거기에 있고 싶지 않았다. 서로에게 그런 식으로 대하는 사람들과 함께 밴드를 한다는 것을 견딜 수 없었다"라고 밝혔다. 비록 노엘은 몇 주 후 다시 밴드에 복귀했지만, 밴드 매니저 및 관계자들은 해체를 우려했다. (밴드를 계속 이어가기 위해서는) 음반에 실을 만한 곡으로 데모만 만들어지면, 곧바로 녹음해서 다음 음반을 내야 할 것 같은 분위기였다. 오아시스의 매니저 마커스 러셀(Marcus Russell)은 2007년에 다음과 같이 말했다. "돌이켜보면 우리는 너무 성급히 녹음작업에 들어갔다. 한 해 정도 휴식기를 가지는 것이 현명한 길이었을 것이다. 그렇지만 그 당시에는 그렇게 하는 것이 옳은 일인 것 같았다. 밴드가 훌륭하다고 생각되는 곡을 열 몇 개 썼다면, 녹음하고 음반 내지 않을 이유가 없잖은가."

## 녹음
《Be Here Now》 녹음세션은 1996년 10월 7일 런던에 있는 EMI의 애비 로드 스튜디오에서 시작됐다. 프로듀서였던 오웬 모리스는 "내가 말할 수 있는 것은 그때 녹음에 참가한 이들은 오직 돈때문에 일을 했다는 사실이다. 노엘은 리암이 형편없는 보컬이라고 생각했고, 리암은 노엘의 곡을 싫어했다. 나도 코카인을 심하게 복용했고 아무 생각이 없었다"고 말했다. 모리스는 녹음 첫째 주가 "정말 형편없었으며"(fucking awful), 노엘에게 녹음을 그만두자고 했다고 한다. "노엘은 어깨를 한 번 으쓱 하더니 괜찮아질 거라고 했다. 그래서 계속 갔다. 엄청난 양의 마약에, 큰 싸움에, 분위기도 나빴고 녹음은 최악이었다." 당시 리암은 타블로이드의 집중표적이었고, 11월 9일 《Q》어워드에서 세계 최고 음악인상(Best Act in the World Today)을 수상하고 믹 재거의 머리에 담배재를 터는 등 물의를 일으킨 다음, 귀가길에 코카인 소지죄로 체포되어 훈방조치되는 소동이 있었다. 언론의 집요함이 더해갔고 밴드의 매니지먼트사는 파파라치들의 접근이 어려운 곳으로 녹음 스튜디오를 옮기기로 결정했다. 《더 썬》紙의 도미닉 모한(Dominic Mohan)은 당시를 이렇게 회상했다. "우리는 오아시스에 접근할 수 있는 끄나풀을 몇 명 고용했었다. 그중에 마약판매상이 있었는지는 모르겠지만, 그렇게 의심되는 자들은 항상 있었다." 오아시스의 공식 사진사인 질 퍼마노브스키(Jill Furmanovsky)조차 언론의 표적이 되었고, 타블로이드 기자들이 그녀의 아파트 윗층에 상주하면서 그녀를 괴롭혔다. "그들은 오아시스가 우리집에 숨어있기라도 한 것처럼 생각했다." 시달리다 못한 밴드는 활동반경을 크게 줄였다. 크리에이션 레코드의 조니 홉킨스(Johnny Hopkins)는 "오아시스의 주변사람들이 모두 떨어져나갔다. 그들이 유명해진 후 알게 된 사람들보다 그 전부터 알던 사람들을 많이 잃게 됐다"고 말했다. 홉킨스는 당시 상황을 왕과 간신들, 그리고 광대들이 모인 중세시대의 궁정에 비유했다. "누구라도 그 상황에 처했다면 현실감각을 잃을 수밖에 없었을 것이다."
11월 11일 그들은 녹음실을 시골인 서리(Surrey)의 리지 팜 스튜디오(Ridge Farm Studios)로 옮겼다. 새로이 각오를 다지며 출발했지만 녹음에 참여한 모든 사람이 마약을 복용하는 상황에서 좋은 결과가 나올 리 없었다. 2007년 모리스는 "첫 주에 우리 중 누군가가 마리화나 1온스를 구하려고 했는데 못구해서 대신 코카인 1온스를 얻었다. 대략 상황이 그랬다." 리암이 보컬 녹음을 할 때 노엘은 절대 스튜디오에 오지 않는 등 녹음 과정은 점점 드라마처럼 이상해져갔다. 모리스는 새 결과물이 맘에 들지 않았지만, 그가 의견을 이야기하면 노엘은 이를 묵살했다: "(그러면) 나는 코로 마약이나 들이마시는 수밖에." 노엘 역시 신곡들이 상대적으로 약하다는 것을 알고 있었기에, 여러 개의 기타 트랙을 겹쳐씀으로써 이를 만회하려고 했다. 그는 원하는 음량을 만들기 위해 똑같은 기타 파트를 10개 채널로 더빙하곤 했다.

## 반응
《Be Here Now》는 영국에서 1997년 8월 21일에 발매됐다. 영국에서 예정된 발매일에 앞서 미국판이 먼저 수입되어 들어올까봐 국내 발매일을 앞당긴 것이었다. 발매 첫 날 《Be Here Now》는 35만 장 이상이 팔렸고, 발매 첫 주말인 8월 23일까지 69만 6천 장이 팔렸으며, 이는 영국 역사상 단기간에 가장 많은 음반판매기록이었다. 이 음반은 미국 빌보드 앨범 차트 2위로 데뷔했지만 첫 주 40만 장 정도의 판매예상과는 달리 15만 2천 장이 팔리면서 실망스러운 결과를 낳았다.
발매 직후 《Be Here Now》에 대한 평가는, 평론가 존 해리스(John Harris)의 말에 따르자면, "놀랄 정도로 찬양일색"이었다. 그는 "그 정도로 엄청난 양의 열광적인 평가를 받았던 것은 30년 전 비틀즈의 《Sgt. Pepper's Lonely Hearts Club Band》가 발매된 이후 처음이었다"고 덧붙였다." 대부분의 평론가들이 음반의 길이나 부피감, 야심만만함에 칭찬을 보냈음에도 불구하고, 《Q》매거진은 이 음반을 "코카인에 찌든 음악"이라고 평했다.
1997년 말까지 《Be Here Now》는 전 세계적으로 8백만장이 팔려나갔다. 그러나 대부분의 판매량은 발매 둘째 주까지 달성된 것이었고, 일단 음반이 영국 라디오에서 방송되기 시작하자 판매량은 감소했다. 몇 주가 지나지 않아 주요 음반 판매상들은 이 음반을 할인판매하기 시작했다. 음악 언론들은 자신들의 찬양일색이었던 초기 평가가 실수였음을 깨닫고, 오아시스를 공격하기 시작했다. 《Be Here Now》의 거대한 실패는 브릿팝의 종말을 가져왔고, 하룻밤 사이에 캐스트(Cast), 슬리퍼(Sleeper), 진(Gene) 같은 아류 밴드들도 함께 몰락했다. 음반 발매 몇 년 후 음악평론가 존 새비지(Jon Savage)는 브릿팝 운동의 마지막이 다름 아닌 《Be Here Now》의 발매 시점이었다고 지적했다. 또한 그의 말처럼 "《Be Here Now》는 모두가 말하는 것처럼 완전한 재앙 수준은 아니"었지만, 오아시스의 성공과 노동당의 선거 승리를 완성하려는 그 시기에는 "정말로 엄청나게 성공적인 음반이 나왔어야 했다." 반면 2007년 게리 멀홀랜드(Garry Mulholland)는 "설사 이 음반 발매 전 기대치가 너무나 높아 어떤 음반도 이에 부응하지 못했을 것이라는 점을 감안하더라도 달라지는 것은 없다. 오아시스의 3집은 시끄럽고 아무 의미없는 소음에 불과하다"고 혹평했다.
갤러거 형제는 이 음반에 대해 서로 다른 의견을 갖고 있다. 앨범이 발매되기도 전인 1997년 7월, 노엘은 언론과의 인터뷰에서, 《Be Here Now》는 대체적으로 차분하지만, 몇 곡은 "완전 쓰레기"(fucking shit)라고 깎아내린 바 있다. 2003년 존 다우어(John Dower)가 감독한 다큐멘터리 〈Live Forever: The Rise and Fall of Brit Pop〉에서, 노엘은 이 음반을 두고 마약과 녹음 과정에서 멤버들간의 의견불일치 때문에 망친 음반이며, 이 음반이 맘에 들지 않는 사람들은 갖다 팔아버리라고 주문했다. 반면에 그의 동생은 "그걸 멋지다고 생각한다"고 했다. 리암은 위 다큐멘터리에서 "그 당시에 우리는 3집이 굉장히 대단하다고 생각했었고, 나는 아직도 그렇다고 생각한다. 단지 《(What's the Story) Morning Glory?》가 아니었을 뿐이다."라며 3집에 대해 옹호한 바 있다. 2006년 리암 갤러거는 "형(노엘)은 그 앨범을 그렇게 싫었었다면, 아예 처음부터 내놓지 말았어야 했다. 노엘은 뭐가 문젠지 모르겠지만, 3집은 최고의 음반이고 난 그게 자랑스럽다 ― 단지 길이가 조금 길었던 것 뿐이다"라고도 말했다.

## 트랙 목록
모든 곡을 노엘 갤러거가 작곡하였다.
1. 〈D'You Know What I Mean?〉 – 7:42
2. 〈My Big Mouth〉 – 5:02
3. 〈Magic Pie〉 – 7:19
4. 〈Stand by Me〉 – 5:56
5. 〈I Hope, I Think, I Know〉 – 4:23
6. 〈The Girl in the Dirty Shirt〉 – 5:49
7. 〈Fade In-Out〉 – 6:52
8. 〈Don't Go Away〉 – 4:48
9. 〈Be Here Now〉 – 5:13
10. 〈All Around the World〉 – 9:20
11. 〈It's Gettin' Better (Man!!)〉 – 7:00
12. 〈All Around the World (Reprise)〉 – 2:10

## 싱글 앨범
| 싱글 앨범 |
| --- |
| 〈D'You Know What I Mean?〉 - 발매일: 1997년 7월 7일 - 작사/곡: 노엘 갤러거 - 프로듀서: 노엘 갤러거, 오웬 모리스 - 차트 최고 순위: 1위 (영국), 1위 (아일랜드), 1위 (핀란드), 3위 (캐나다), 4위 (미국 모던락) |
| 〈Stand by Me〉 - 발매일: 1997년 9월 22일 - 작사/곡: 노엘 갤러거 - 프로듀서: 노엘 갤러거, 오웬 모리스 - 차트 최고 순위: 2위 (영국), 2위 (아일랜드), 5위 (미국 모던락)                                        |
| 〈All Around the World〉 - 발매일: 1998년 1월 12일 - 작사/곡: 노엘 갤러거 - 프로듀서: 노엘 갤러거, 오웬 모리스 - 차트 최고 순위: 1위 (영국), 1위 (아일랜드)                                                  |
| 〈Don't Go Away〉(일본에서만 발매) - 발매일: 1998년 5월 13일 - 작사/곡: 노엘 갤러거 - 프로듀서: 노엘 갤러거, 오웬 모리스 - 차트 최고 순위:                                                                   |

## 인증
| 국가                                                                                         | 인증        | 판매량/출하량 |
| -------------------------------------------------------------------------------------------- | ----------- | ------------- |
| 아르헨티나 (CAPIF)                                                                           | 골드        | 30,000^       |
| 오스트레일리아 (ARIA)                                                                        | 플래티넘    | 70,000^       |
| 벨기에 (BEA)                                                                                 | 골드        | 25,000*       |
| 캐나다 (뮤직 캐나다)                                                                         | 2× 플래티넘 | 200,000^      |
| 핀란드 (Musiikkituottajat)                                                                   | 골드        | 26,099        |
| 프랑스 (SNEP)                                                                                | 2× 골드     | 200,000*      |
| 독일 (BVMI)                                                                                  | 골드        | 250,000^      |
| 홍콩 (IFPI 홍콩)                                                                             | 플래티넘    | 20,000*       |
| 이탈리아 (FIMI) sales since 2009                                                             | 골드        | 25,000        |
| 일본 (RIAJ)                                                                                  | 2× 플래티넘 | 400,000^      |
| 네덜란드 (NVPI)                                                                              | 골드        | 50,000^       |
| 뉴질랜드 (RMNZ)                                                                              | 플래티넘    | 15,000^       |
| 노르웨이 (IFPI 노르웨이)                                                                     | 골드        | 25,000*       |
| 폴란드 (ZPAV)                                                                                | 골드        | 50,000*       |
| 스페인 (PROMUSICAE)                                                                          | 플래티넘    | 100,000^      |
| 스웨덴 (GLF)                                                                                 | 플래티넘    | 80,000^       |
| 스위스 (IFPI 스위스)                                                                         | 골드        | 25,000^       |
| 영국 (BPI)                                                                                   | 6× 플래티넘 | 1,800,000     |
| 미국 (RIAA)                                                                                  | 플래티넘    | 1,000,000^    |
| 요약                                                                                         |             |               |
| 유럽 (IFPI)                                                                                  | 3× 플래티넘 | 3,000,000*    |
| *판매량을 기반으로 한 인증 · ^출하량을 기반으로 한 인증 · 판매량+스트리밍을 기반으로 한 인증 |             |               |